# 만리동 정영국 가옥
만리동 정영국 가옥(萬里洞 鄭榮國 家屋)은 서울특별시 중구 만리동에 있는 일제강점기의 건축물이다. 2006년 5월 1일 서울특별시의 민속문화재 제32호로 지정되었다.

## 개요
1930년대 후반 경성부(京城府)의 인구 급증에 따라 새로이 개발된 주거단지 중 하나인 만리동〔일제강점기 때는 봉래정 4정목(蓬萊町 4丁目)〕지역에 1936년 신축된 상류층 도시형 한옥이다. 이 한옥을 최초로 건립한 정영국(鄭榮國)씨는 흥국생명을 창립하고 동명고무(활표 고무신)와 삼정광업을 운영한 신흥자본가이다.
구(舊) 가옥대장에 의하면 건립 당시의 규모는 지하 1층(4평)·지상 1층(38평)이었고, 구조는 목조와즙(木造瓦葺)이었다. 이후 1949년에 지상 2층 총 19평 규모(1층은 11평, 2층은 8평)의 목조토단즙(木造釷丹葺) 건물을 서쪽에 증축한 것으로 기록되어 있다.
산등을 탄 비탈진 부지에 약 2m 이상 높이의 단을 조성하여 남향으로 건립된 이 한옥은 그리 넓지 않은 부지이기는 하지만 땅을 잘 활용하여 안채·사랑채·행랑채·곁채 등 4동이나 되는 건물을 배치하였다. 한옥 정면에 3간의 ‘ㅡ’자형 행랑채를 놓고 그 앞에 옆으로 돌계단을 시설했다. 대문을 지나면 중문간인데 동쪽으로 반 칸이 큰 사랑채가 있어서 담장을 막아 공간을 구분한다. 말하자면 중문간채가 사랑채에 덧붙여져 있는 형상이다. 중문간 안으로 안마당이 있고 뒤쪽에 ‘ㄱ’자 형태의 안채를 배치했다. 서쪽 담장 밖은 다시 뒷길이어서 뒷문이 시설되고 한국전쟁 직전에 증축된 2층의 곁채가 그 사이에 놓여졌다. 그러나 이 2층 건물은 뒷길 확장공사 때 1/3 규모로 축소되면서 건물의 외관은 완전히 변형되었다. 중문간채와 행랑채 서쪽은 안마당 한 단 아래에 정원 공간 혹은 텃밭이 조성되었고 담장으로 막아 공간을 구분하고 있다. 대문으로 공간을 여러 개로 나눈다든가 대문 앞 계단과 대문간, 중문간의 축을 일치시키지 않아서 동선이 전곡(轉曲)되면서 감지되는 공간의 변화는 온전한 전통한옥의 조형미를 보여주고 있다.
건물 하나하나의 특징을 살펴보면 다음과 같다.
먼저 안채는 전형적인 5간 전후퇴집이다. 동쪽으로 건넌방, 복판에 2간 대청, 동쪽으로 꺾어지면서 안방, 앞쪽으로 부엌이 배열되는 순서이다. 건넌방 앞에는 툇마루가 놓이고 건넌방 서쪽에도 머리퇴가 배치되었는데 상부는 개조되고 아래에는 쪽마루가 설치되어 머릿방임을 알 수 있다. 부엌은 건립 당시에는 재래식 부엌이었으나 1990년대에 입식으로 개조되었는데 지하실로 들어갈 수 있는 것으로 미루어 하부는 전통 그대로 보존되어 있는 것으로 보인다.
사랑채는 2간 전후퇴집으로 작은 규모인데 그 옆으로 맞배지붕의 2간 중문간채가 덧붙여진다. 서쪽에는 중문간방이 시설되었고 안마당에서 출입토록 설계되었다.
문간채는 맞걸이 3량의 3간집인데 중앙에 문간이 놓이고 동쪽에는 문간방이 시설되는데 문간으로 출입하기 위한 쪽마루 시설이 예전 그대로 보존되어 있다.
그 밖에 49년에 증축된 안채 서쪽 2층 곁채도 당시의 구조법식을 알 수 있게 하는 자료가 된다.
각 건물 모두 일반적으로 잘 짓는 집의 전형을 보여주는 구조 형식을 갖추고 있으며 큰 구조적 변형 없이 오늘에 이른다.
이상과 같은 배치와 구조상의 특징 외에 이 한옥은 의장과 조경 면에서도 당시의 매우 특징적인 모습을 그대로 간직하고 있다.
우선 문짝의 장식이 당시의 조형미를 그대로 간직하고 있다. 대청 앞의 아자무늬 미서기문, 부엌의 완자무늬문, 안방 샛문, 대문 상부 등 각종 고창에 시설된 마름모꼴 문양은 당시의 조형언어를 잘 시사하고 있다. 문간방 앞의 쪽마루나 부엌 앞, 건너방 머리퇴 등의 쪽마루도 그대로 보존되어 있다.
특히 안채의 경우는 고창의 마름모 문양, 긴보 5량의 구조미, 뒤퇴의 판문, 안방 장지문의 그림, 대청 상부의 시렁, 건넌방 미닫이창의 아자 문양, 안채 부엌과 사랑채 사이에 끼워 시설한 붙박이 찬장 등을 고려할 때 전통적이면서도 20세기적인 조형미를 함께 갖추었다고 볼 수 있다.
대문간의 경우 2간으로 구부리지 않고 단칸으로 처리하되 유리창이 달린 아자 중문을 시설하여 시선을 차단하는 방식은 20세기에 처음 등장하는 방식인데 그대로 보존되어 있다.
대문간이나 중문간채에 딱지소로를 붙인다든가 맞걸이3량으로 가공한 모습은 전통미를 살리려고 했던 당시 장인의 고뇌를 엿볼 수 있다. 기둥 분수 등이 가늘게 처리된 것도 당시의 시대상을 잘 반영하고 있다. 사랑채와의 쪽문 시설도 의장적으로 간이하면서 아름답다.
한편 조경적 측면에서 볼 때 집 앞 계단 위를 등나무는 기어오르도록 배치한 것은 20세기 정원사에 기록해 둘 방식이다. 문간채 앞에 조그만 바깥마당을 설정하고 있는 점은 전통미를 그대로 답습하고 있다. 안마당에는 서쪽으로 몇몇의 관목을 심어 두었는데 완벽히 남아 있는 것은 아니지만 우리나라 정원사에 중요한 관점을 제공한다. 문간채 서쪽으로 한단 아래 머리정원을 별도 배치한 것도 특이한데 상당 부분 원형을 상실했다. 안채 뒤쪽에 조성된 화계(花階)도 분위기가 많이 훼손되었지만 그래도 옛 서민들의 조경 의식의 일면을 엿볼 수 있게 한다.
이 집은 일제강점기 신흥 자본가의 주생활 의식과 미의식을 살필 수 있을 뿐만 아니라 5대가 계속적으로 한 집에서 대를 이어 산 집으로서 민속 생활사적 관점에서 의미가 있다. 특히 창건 당시의 모습을 별로 개조하지 않고 지금까지 그대로 간직하고 있어서 20세기 전반의 전통건축미를 연구하는데 중요한 자료가 될 뿐 아니라 그 이전의 전통적 생활사까지를 이해하는데 중요한 가옥이다. 당시 일반적 도시형 한옥들이 전통적인 한옥 배치평면을 벗어나 ‘ㄷ’자형 또는 ‘ㅁ’자로 변화하는 데 반해 이 한옥은 공간배치와 건축구조 면에서 전통적 한옥의 조형미를 계승하는 면모를 보여주고 있고 건축 의장과 조경 면에서도 전통한옥의 발전과 외래요소의 도입이 복합적으로 적용된 양상을 보여 학술적 가치가 크다. 이와 같이 민속생활사적, 건축사적, 조경사적 측면에서 보존가치가 큰 이 한옥은 만리동 지역 뿐 아니라 서울의 20세기 전반기 주생활 문화를 이해하는데 중요한 자료이다.

## 참고 자료
- 만리동 정영국 가옥 - 국가유산청 국가유산포털